# Mukōjima Hyakkaen

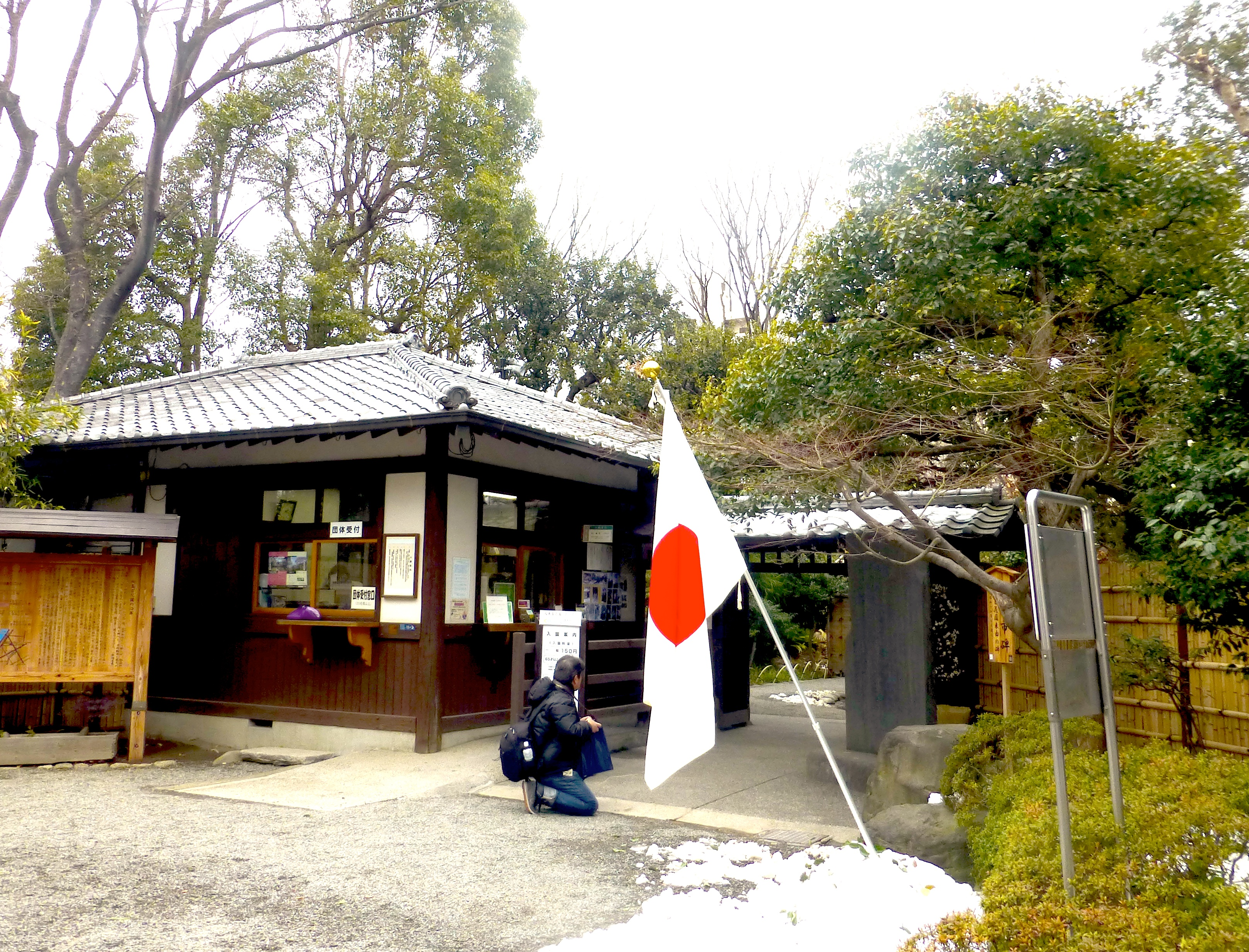
Eingang zum Garten

Der Mukōjima Hyakkaen (japanisch 向島百花園, dt. „Hundertblumen-Garten Mukōjima“) wurde Anfang des 19. Jahrhunderts – in der Bunka-/Bunsei-Zeit, einer Blütezeit der Edo-Kultur, angelegt von dem aus Sendai stammenden Antiquitätenhändler Sawara Kikuu (佐原 鞠塢), der auch den Namen Kikuya Ubē (菊屋 宇兵衛) führte. Sawara wurde dabei von bekannten Gebildeten seiner Zeit unterstützt.

## Übersicht

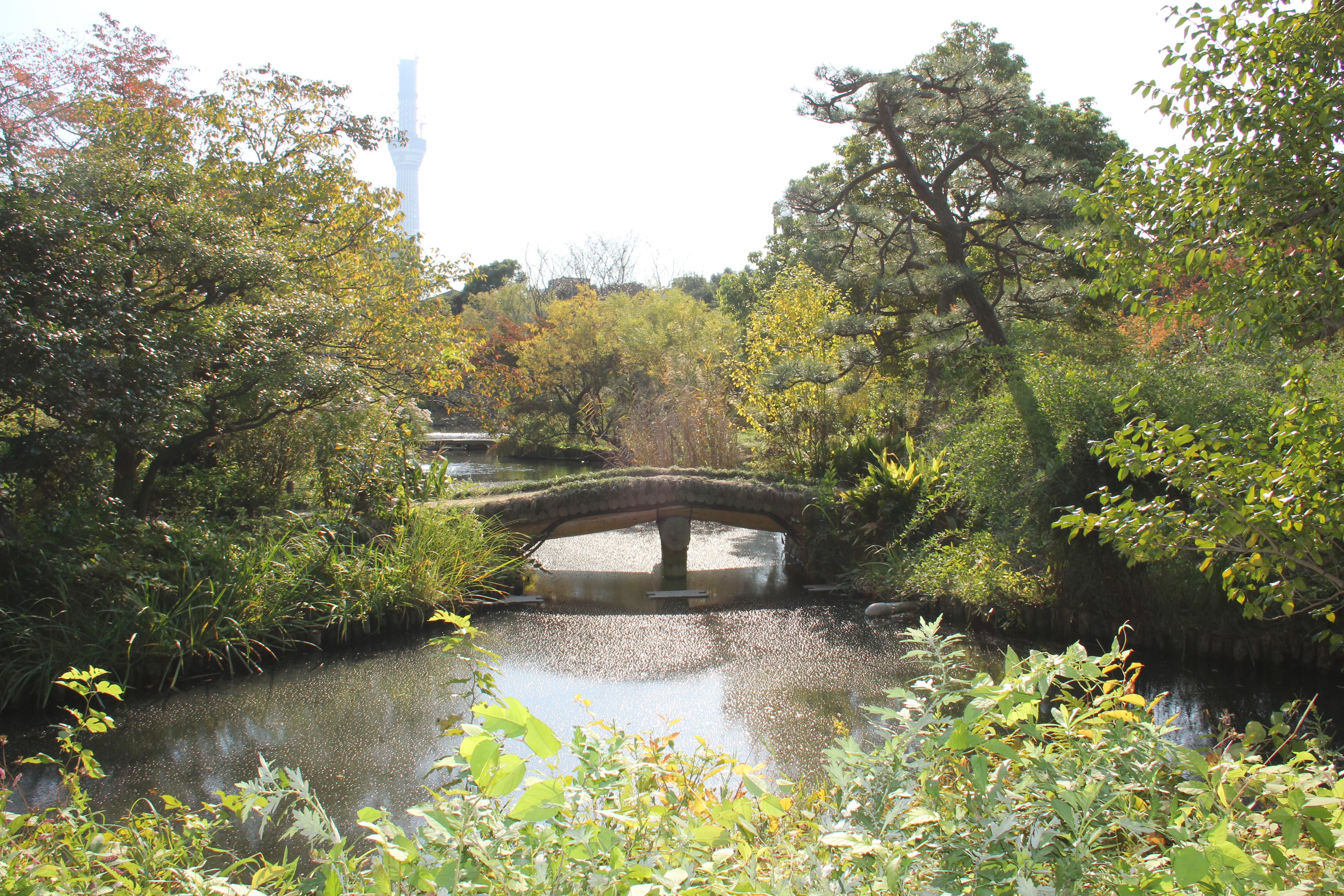
Mukōjima Hyakkaen

Der Garten entstand auf dem östlichen Seite des Sumida-Flusses gelegenen Ortsteil Mukōjima, der bereits von den Städtern für Freizeitvergnügen genutzt wurde. Dort hatte Sawara ein großes Grundstück erworben und ein Wochenendhaus gebaut. Bei der Anlage des Gartens wurde er unterstützt von seinen Freunden – so ein Kreis wurde damals (文人墨客, bunjin hokkaku) genannt –, den Dichtern und Malern Shokusanjin, Kameda Hōsai, Katō Chikage, Murata Harumi, Tani Bunchō, Sakai Hōitsu u. a. Zur Zeit der Eröffnung waren es vor allem 360 Pflaumenbäume, die den Garten prägten. So wurde der Garten im Unterschied zum bereits bestehen Pflaumengarten (ume yashiki) im Ortsteil Kameido „Neuer Pflaumengarten“ (shin umeyashiki) genannt. Später wurden Miyagino-Buschklee und Tsukuba-Buschklee gepflanzt. Dann kamen Pflanzen dazu, die im Man’yōshū erwähnt werden, so dass schließlich zu allen Jahreszeiten Blühendes zu sehen war. Damit kam der Name Hyakkaen („Hundertblumen Garten“), Kisetsu hyakka no midaresaku sono („Hundert Blumen zu allen Jahreszeiten Garten“), Nanakusa sono („Sieben Kräuter Garten“) auf. Betont japanisch unterscheidet sich der Garten in seiner Anlage und Auswahl von Gewächsen von den Daimyō-Gärten.
Zahlreiche Gelehrte werden auf 29 Tafeln bzw. Gedenksteinen zitiert, beginnend mit Yamanoue no Okura. Bashō wird zitiert, von dem Dichter Ōkubo Shibutsu (1767–1837) sind die beiden Tafeln im Eingangsbereich: „Zu allen Jahreszeiten Blumen ohne Unterlass“ (春夏秋冬花不断) und „Gäste strömen aus allen Himmelsrichtungen“ (東西南北客争来).
Im Garten befindet sich ein Schrein des Fukurokuju, einer der Sieben Glücksgötter. Er gehört zu den „Sieben Glücksgöttern vom Sumida“, mit denen zusammen er im Januar besucht wird.

## Sehenswürdigkeiten
- Buschklee über einen Tunnel aus Bambus
- Blumen-Spaliere, u. a. mit verschiedenen Kürbissen (kabocha in Zierform und hyōtan für die Ernte)
- Teich mit Schwertlilien
- Wilde Vögel, Insekten sind zahlreich im Garten

Bis 1938 wurde der Garten privat unterhalten, aber als im Oktober des Jahres die Witwe des letzten Betreibers Ogura starb, wurde er der Stadt geschenkt, die ihn folgenden Jahr wieder eröffnete. Im Zweiten Weltkrieg zerstört wurde der Garten 1949 wieder eröffnet. Am 13. Oktober 1978 wurde der Garten zu einem landschaftlich schönen Ort (名勝) und einer historischen Stätte (史跡, shiseki) ernannt.

## Kenndaten
- Betreiber: Präfektur Tokio, es wird Eintritt erhoben
- Eröffnung: 8. Juli 1939
- Fläche: 10.885,88 m²
- Bestand: 1040 Bäume, 550 Sträucher (1995)
- Veranstaltungen: Treffen zum Insekten belauschen (Ende August)